# Fényárban és félhomályban
A Fényárban és félhomályban az Ossian együttes 2016-ban megjelent huszonegyedik stúdióalbuma, melyet a zenekar 30. születésnapja alkalmából készített. Az album érdekessége, hogy ez az első Ossian-lemez, amin (két dal erejéig) az énekes Paksi Endre basszusgitározik. Az album a Mahasz lemezeladási listáján a 2. helyen nyitott, és platinalemez státuszt ért el.

## Dalok
1. Fényárban és félhomályban (Maximális Rock) – 3:28
2. Nyitott könyv – 4:02
3. A régi láng – 3:38
4. Soha nem lehet – 4:04
5. Életed legszebb napja – 3:44
6. Míg együtt leszünk – 3:50
7. Lendületből – 4:15
8. Istennél a kegyelem – 4:06
9. Hajnalban (Győrfi András Barátunk emlékére) – 4:15
10. Átkozott szép gyötrelem – 3:45
11. Álmod legyen – 2:28

## Ossian zenekar
- Paksi Endre – ének, vokál, kórus, basszusgitár (3 és 9)[3]
- Rubcsics Richárd – gitár, kórus
- Erdélyi Krisztián – basszusgitár (kivéve 3 és 9), kórus
- Kálozi Gergely – dobok

## Közreműködők
- Nachladal Tamás – vokál, kórus
- Nagy "Liszt" Zsolt – billentyűs hangszerek, kórus
- Ángyán Tamás – hegedű (2, 8)